# 木犀あこ
木犀 あこ（もくせい あこ、1983年8月6日 - ）は、日本の小説家。ホラー作家。徳島県出身。

## 経歴・人物
奈良女子大学文学部卒業。2014年、橘雨璃名義で投稿した『魔女になりたかった』がジャンプ小説新人賞2014springキャラクター小説部門で銀賞を受賞し、同作を改題した『放課後の魔女』で作家デビュー。2017年、投稿作「文字列の幽霊」で第24回日本ホラー小説大賞（KADOKAWA）優秀賞を受賞。同作を改題改稿した『奇奇奇譚編集部 ホラー作家はおばけが怖い』にて本格的に作家活動を開始した。

## 作品リスト

### 単行本
オリジナル作品
- 『放課後の魔女』（橘雨璃 名義、ジャンプ ジェイ ブックス、2014年12月）
- 『奇奇奇譚編集部 ホラー作家はおばけが怖い』（角川ホラー文庫、2017年9月）
- 『奇奇奇譚編集部 幽霊取材は命がけ』（角川ホラー文庫、2018年3月）
- 『奇奇奇譚編集部 怪鳥の丘』（角川ホラー文庫、2018年9月）
- 『美食亭グストーの特別料理』（角川ホラー文庫、2019年5月）
- 『ホテル・ウィンチェスターと444人の亡霊』（講談社タイガ、2019年11月）
- 『能楽師 比良坂紅苑は異界に舞う』（マイナビ出版ファン文庫、2021年9月）
- 『ゴースト・テーマパークの奇跡』（角川ホラー文庫、2022年2月）
- 『世界一くだらない謎を解く探偵のまったり事件簿』（マイナビ出版ファン文庫、2023年4月）

ノベライズ作品
- 『ミス・シャーロック ノベライズ』（ジャンプ ジェイ ブックス、2018年6月）

### 寄稿
小説
- 「静寂の書籍」 : 『蠱惑の本 異形コレクションL』（光文社文庫、2020年12月）収録
- 「推しが死んだ」 : 『5分で読める胸キュンなラストの物語』（ジャンプ ジェイ ブックス、2021年4月）収録
- 「玉虫色の壁紙」 : 『小説すばる』2022年3月号（集英社）掲載
- 「二坪に満たない土」 : 『ギフト 異形コレクションLIII』（光文社文庫、2022年4月）収録
- 「二等船室の客」 : 『小説すばる』2022年7月号（集英社）掲載
- 「酷暑の夜に」 : 『小説すばる』2022年9月号（集英社）掲載
- 「温室の死神」：『小説すばる』2022年12月号（集英社）掲載
- 「幾何学館の一夜」：『小説すばる』2023年4月号（集英社）掲載
- 「踊る十二人の子供たち」 : 『小説すばる』2023年7月号（集英社）掲載
- 「車行李」 : 『小説すばる』2023年11月号（集英社）掲載

エッセイなど
- 「ささやき」 : 『メフィスト』2018年 VOL.1 講談社 2018年4月5日発売 掲載
- 「『個』を持つ部屋」 : 『幻想と怪奇1 ヴィクトリアン・ワンダーランド : 英國奇想博覧會』（新紀元社、2020年3月）掲載
- 「書評 『アラバスターの手』」 : 『幻想と怪奇3 平井呈一と西洋怪談の愉しみ』（新紀元社、2020年8月）掲載
- 「○活」 : 『小説すばる』2021年8月号（集英社）掲載
- 「ひみつのおやつ*祖母の醤油漬けにんにく」 : 『紙魚の手帖』vol.09 FEBRUARY 2023（東京創元社）掲載
- 「「怪物」は実体を伴わず」 : 『幻想と怪奇14 ロンドン怪奇小説傑作選』（新紀元社、2023年10月）掲載